# Бржезина, Ян
Ян Бржезина (чеш. Jan Březina; 5 января 1914, Колин — 16 августа 1938, Москва) — чешский полярный лётчик, самый младший и единственный иностранный участник знаменитой экспедиции Папанина на Северный полюс.
В 1938 году был несправедливо осужден и расстрелян, как одна из жертв сталинских репрессий.
Награждён орденом Трудового Красного Знамени.
Реабилитирован в 1978 году.